# Turco chipriota
El turco chipriota (Kıbrıs Türkçesi) es un dialecto de la lengua turca hablado por los turcochipriotas tanto en Chipre como en la diáspora.

## Historia
Originado en Anatolia y desarrollado a lo largo de 4 siglos, el turco chipriota es la lengua vernácula de los chipriotas con ascendencia otomana, así como de aquellos que se convirtieron al islam durante el dominio otomano. Este dialecto es comprendido por los expatriados chipriotas residentes en el Reino Unido, Estados Unidos, Australia y otras partes del mundo.
El turco chipriota constituye una combinación del turco otomano y del dialecto yörük hablado en los Montes Tauro del sur de Turquía. Asimismo, ha incorporado influencias del griego, italiano e inglés. A pesar de sus particularidades, el turco chipriota es mutuamente inteligible con el turco estándar.
Desde la Operación Atila en 1974, el turco se encuentra casi exclusivamente en Chipre del Norte donde residían aproximadamente 300 000 hablantes nativos de turco en 2016 (incluyendo variedades distintas al turco chipriota) mientras que en el sur se registraban 1 400 hablantes en 2013. De estos hablantes, una proporción significativa corresponde a inmigrantes procedentes de Turquía que no emplean la variedad chipriota del turco. El turco chipriota no tiene un estatus oficial en el norte donde el turco estándar moderno se ha convertido en la lengua de facto en la educación, la administración pública y los medios de comunicación.

## Fonología

### Diferencias entre el turco estándar y el turco chipriota
El turco chipriota se distingue por una serie de alternancias sonoras que no se encuentran en el turco estándar pero algunas de las cuales también son comunes en otros dialectos turcos:
- Sonorización de algunas consonantes oclusivas sordas
  - t↔d, k↔g

Turco estándar taş ↔ Turco chipriota daş «piedra»
Turco estándar kurt ↔ Turco chipriota gurt «lobo»
Turco estándar patates ↔ Turco chipriota badadez «patata»
- Preservación de la *ŋ túrquica

Turco estándar nasılsın? ↔ Turco chipriota nasılsıŋ? «¿cómo estás?»
Turco estándar bin ↔ Turco chipriota biŋ «mil»
Turco estándar: Arabaya binmek ↔ Turco chipriota: Arabaya biŋmek "«ubirse al coche»
- Cambio del sufijo en primera persona plural
  - z↔k

Turco estándar isteriz ↔ Turco chipriota isderik «queremos»
- Desonorización de algunas consonantes sonoras
  - b↔p

Turco estándar: bakla ↔ Turco chipriota: pakla «habas»
- Lenición de las africadas finales
  - ç ([tʃ]) ↔ ş ([ʃ])

Turco estándar hiç ↔ Turco chipriota hiş «ninguno, nada»
Las dos últimas alternancias son más específicas del turco chipriota y se observan con menos frecuencia en otros dialectos turcos.

### Consonantes
Las consonantes del turco chipriota son en su mayoría las mismas que las del turco estándar. Sin embargo, el turco chipriota ha conservado los fonemas /ŋ/ y /ɣ/ mientras que el turco estándar los ha perdido.
|                 | Labial | Labial | Alveolar | Alveolar | Palatal | Palatal | Velar | Velar | Glotal | Glotal |
| --------------- | ------ | ------ | -------- | -------- | ------- | ------- | ----- | ----- | ------ | ------ |
| Plosiva         | p      | b      | t̪        | d̪        | c       | ɟ       | k     | ɡ     |        |        |
| Africada        |        |        |          |          | tʃ      | dʒ      |       |       |        |        |
| Fricativa       | f      | v      | s̟        | z̟        | ʃ       | ʒ       |       | ɣ     | h      |        |
| Nasal           | m      | m      | n        | n        |         |         | ŋ     | ŋ     |        |        |
| Vibrante simple |        |        | ɾ        | ɾ        |         |         |       |       |        |        |
| Lateral         |        |        | l        | ɫ        |         |         |       |       |        |        |
| Semiconsonante  |        |        |          |          | j       | j       |       |       |        |        |

### Vocales
|               | anterior   | anterior      | posterior  | posterior |
| no redondeada | redondeada | no redondeada | redondeada |           |
| ------------- | ---------- | ------------- | ---------- | --------- |
| alta          | i (i)      | y (ü)         | ɯ (ı)      | u (u)     |
| media/baja    | ɛ (e)      | ø (ö)         | ɑ (a)      | o (o)     |

## Gramática
El turco chipriota se estructura como un idioma VO (verbo-objeto) a diferencia del turco estándar que es un idioma OV (sujeto-objeto-verbo). Esta característica es muy común al formar una pregunta.
- En turco estándar Okula gidecek misin? se dice en turco chipriota como Gideceŋ okula? («¿Vas a ir a la escuela?»)

El turco chipriota utiliza el aoristo en lugar del presente continuo y muy a menudo también en lugar del futuro.
- En turco estándar Okula gidiyorum o Okula gideceğim («Estoy yendo a la escuela» / «Iré a la escuela») se convierte en turco chipriota en Giderim okula («Voy a la escuela» / «Estoy yendo a la escuela» / «Iré a la escuela»)

El turco chipriota no utiliza el pasado narrativo/indefinido y en su lugar solo usa el pasado simple.
- En turco estándar Eve gitmiş («Se dice que ha ido a casa») no se emplea en turco chipriota. En su lugar se usa Eve gitti o Gitti eve («Fue a casa»)

El turco chipriota también carece del sufijo de pregunta «mi» lo cual es similar al azerbaiyano coloquial y al español.
- En turco estándar Annen evde midir? («¿Está tu madre en casa?») se convierte en turco chipriota en Anneŋ evdedir?

En turco chipriota, el pronombre reflexivo en tercera persona es diferente, específicamente «geŋni» («él, él mismo, ellos, ellos mismos»). En turco estándar esto sería «kendisi».